# Sam Melville
Pour les articles homonymes, voir Melville.
Ne doit pas être confondu avec Sam Melville (acteur).
Samuel Joseph Melville (né Samuel Joseph Grossman) est un militant blanc américain d'extrême-gauche, né en 1934 et mort le 13 septembre 1971, condamné pour avoir effectué plusieurs attentats en 1969 aux États-Unis en protestation contre la guerre du Viêt Nam et l'impérialisme américain. L'un des initiateurs de la mutinerie d'Attica de septembre 1971, organisée après la mort du Black Panther George Jackson, il fut tué lors de la répression de l'émeute.

## Biographie
Né Grossman à New York en 1934, il fut élevé par sa mère à Tonawanda, une banlieue de Buffalo. Il devint aveugle d'un œil lors de son enfance, et déclara par la suite avoir vécu une jeunesse mouvementée en raison des amis alcooliques et abusifs de sa mère.
Se renommant Melville en référence à l'écrivain Herman Melville, il rencontra plus tard son père, qui le convainquit de revenir à New York et d'y terminer ses études. Ce faisant, il trouva par la suite un emploi comme dessinateur technique, se maria et fonda une famille.
Bien qu'il aimât son métier, il détestait la firme pour laquelle il travaillait. Il quitta celle-ci lorsqu'on lui ordonna de travailler sur un projet de la Chase Manhattan Bank dans l'Union d'Afrique du Sud, alors régie par l'apartheid. Melville s'éloigna alors progressivement de sa famille.
Il gagna alors sa vie par différents petits boulots, travaillant en particulier pour le Guardian (en), un hebdo de gauche de New York. Sam rencontra alors nombre de militants d'extrême gauche et se joignit aux protestations contre la guerre du Viêt Nam, s'intéressant par ailleurs à la vie de George Metesky, détenu dans un asile après avoir organisé des dizaines d'attentats dans les années 1940 et 1950. Il se mit ainsi à taguer George Metesky Was Here sur différents immeubles de la ville.
Ayant rencontré Jane Alpert (en), militante féministe qui devint son amante, il organisa plusieurs attentats en 1969, prévenant par téléphone des explosions imminentes afin d'évacuer les lieux et d'éviter toute victime, tout en envoyant par la suite des communiqués politiques à la presse revendiquant ceux-ci. L'un des attentats, celui du Marine Midland Building, blessa cependant 19 personnes. Les attentats suivants lui ont été attribués :
- 27 juillet 1969, Grace Pier, appartenant à l'United Fruit Company;
- 20 août 1969, Marine Midland Building;
- 19 septembre 1969, Federal Office Building sur la Federal Plaza, bureaux du département du Commerce et de l'Army Inspector General;
- 7 octobre 1969, Army Induction Center sur Whitehall Street à Manhattan;
- 11 novembre 1969, bureaux de la Standard Oil dans le RCA Building;
- 11 novembre 1969, siège de la Chase Manhattan Bank ;
- 11 novembre 1969, General Motors Building;
- 12 novembre 1969, New York City Criminal Courts Building sur Center Street, où le procès des Panther 21 (membres des Black Panthers) avait lieu.

## Arrestation
Outre son amante Jane Alpert (en), Melville organisait ses attentats avec George Demmerle, un militant connu de New York, qui travaillait par ailleurs pour le FBI. Le 12 novembre 1969, quelques heures après l'attentat contre le tribunal de New York où avait lieu le procès des Panther 21, les deux furent arrêtés alors qu'ils plaçaient des charges de dynamite sur des camions de la Garde nationale. Alpert et Dave Huguey, un autre de ses complices, furent arrêtés peu après,. Demerle aida le FBI à organiser l'inculpation de Melville, tandis que Jane Alpert, libérée sur caution, rendit visite à son amant en prison avant d'entrer en cavale.
Le 7 mars 1970, Melville tenta sans succès de s'évader .
Plaidant coupable pour conspiration et pour l'attentat contre le Federal Office Building à Manhattan, ainsi que pour coups et blessures commis lors de sa tentative d'évasion contre un marshal , il fut condamné et emprisonné au centre correctionnel d'Attica dans l'État de New York.

## Attica
Organisant à Attica le journal clandestin Iced Pig, il se dédia à l'organisation politique des prisonniers luttant pour de meilleures conditions de détention. Il y devint l'un des meneurs de la mutinerie de septembre 1971, et fut tué lors de la répression de celle-ci .
Ses lettres de prison furent publiées sous le titre Letters from Attica avec une préface de l'avocat William Kunstler et des contributions de Jane Alpert (en) et John Cohen.
Le 28 août 2000, les survivants des mutins tués lors de la répression d'Attica ont obtenu 8 millions de dollars en dédommagement à la suite d'un arrêt d'une cour fédérale, le fils de Melville obtenant 25 000 dollars.[réf. nécessaire]